# Mammoth Hot Springs
Mammoth Hot Springs ist der Haupt- und Verwaltungsort des Yellowstone-Nationalparkes in den USA. Seinen Namen verdankt er den nahegelegenen Sinter-Terrassen und heißen Quellen. Er liegt auf 1902 m. ü. M.
Nebst den Verwaltungsgebäuden besteht die Ortschaft lediglich aus einem Restaurant, einem Hotel, einem Souvenirladen, einer Tankstelle, einer Kapelle, einem Postbüro sowie aus einigen Häusern und Hütten für Angestellte und Touristen.

## Geografische Lage
Mammoth Hot Springs ist der nördlichste Ort des Nationalparkes, nahe dem nördlichen Eingang und in Wyoming unmittelbar an der Grenze zu Montana gelegen.
Straßen führen zu den beiden Ortschaften Tower-Roosevelt (ca. 29 km) und Norris (ca. 34 km) innerhalb des Parkes sowie zu Gardiner, einer benachbarten Ortschaft außerhalb des Parkes.

## Geschichte
Die Sinterterrassen und heißen Quellen bei Mammoth Hot Springs wurden 1871 offiziell durch eine geologische Expedition unter Ferdinand V. Hayden entdeckt. Noch im selben Jahr benannte der Goldsucher Harry Horr die Quellen. Bereits bevor Hayden auf sie gestoßen war, dürften sie einigen Indianer-Völkern bekannt gewesen sein.
Zwischen 1891 und 1913 wurde bei Mammoth Hot Springs das Fort Yellowstone errichtet. Die im Fort stationierten US-Truppe war bis zur Gründung des National Park Services am 30. August 1916 für Administration und Verwaltung des Nationalparks zuständig. 1918 übernahm der National Park Service endgültig die Administration. Das Fort wurde in eine zivile Verwaltungsagentur umgewandelt. Noch heute wird der Park von Mammoth Hot Springs aus verwaltet.
Einige Gebäude in Mammoth Hot Springs sind recht alt, zum Beispiel wurde das Hotel im Jahre 1937 errichtet, ein Flügel davon bereits 1911.

## Sinterterrassen

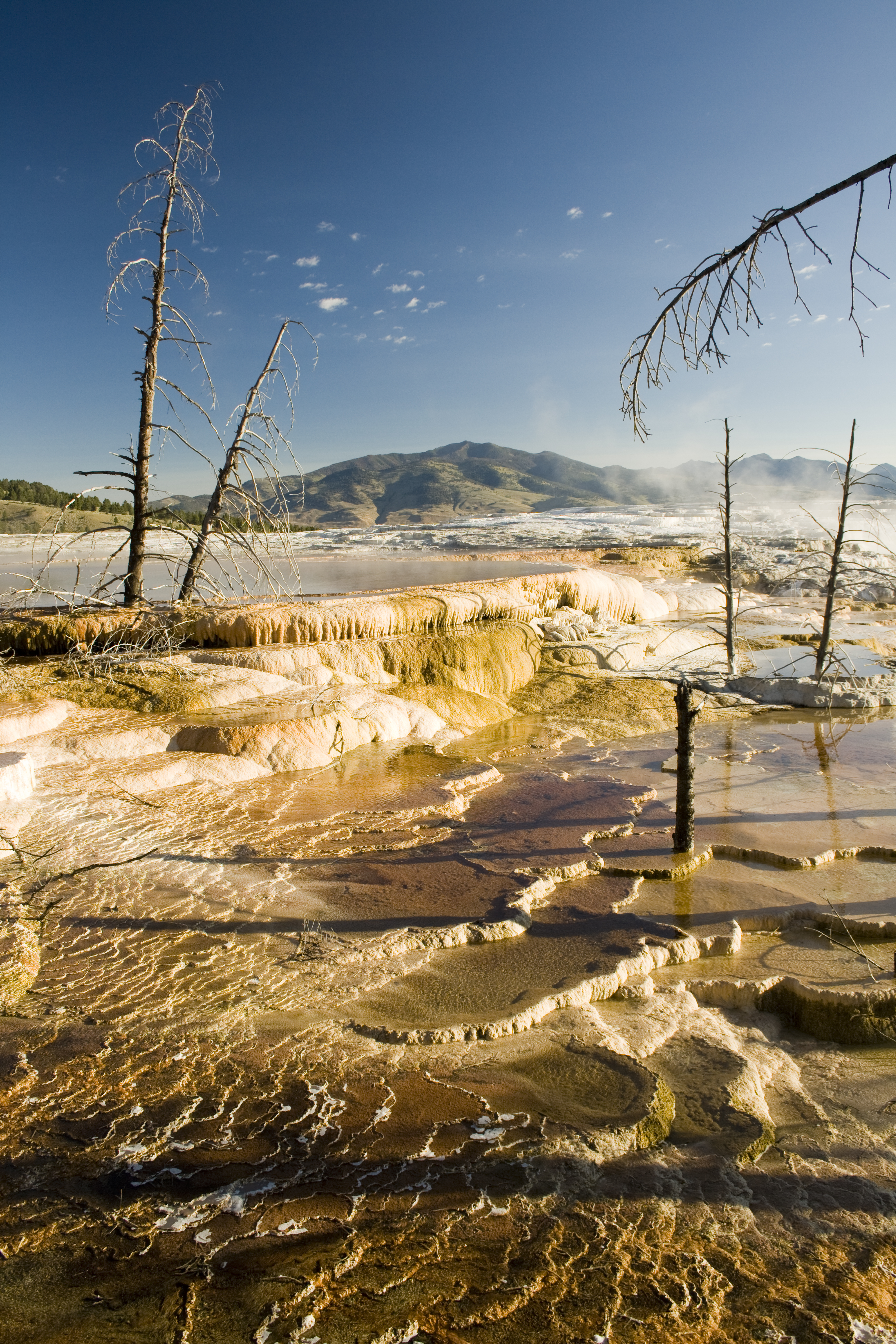
Sinterterrassen bei Mammoth Hot Springs

Heiße Quellen lassen warmes Wasser von ca. 70 °C über die Terrassen gleiten. Das Wasser enthält überdurchschnittlich hohe Kalk- und Mineralienanteile, die am Quellaustritt ausfallen und sich in Form von Terrassen ablagern. Die Anordnung der Terrassen hängt sowohl von der Art der Ablagerungen und von der Wachstumsgeschwindigkeit der Mineralien als auch von der Fließrichtung und den Wasserturbulenzen ab. In den entstehenden flachen Becken siedeln sich Algen und Bakterien an; je nach Temperatur des Wassers haben diese unterschiedliche Farben. Aufgrund der immer neuen Ablagerungen wechselt die Fließrichtung des Wassers und damit die Temperatur und so die Farben – von Weiß bis Blau, Braun, Grün, Gelb, Orange oder Rot – der Terrassen von Jahr zu Jahr.

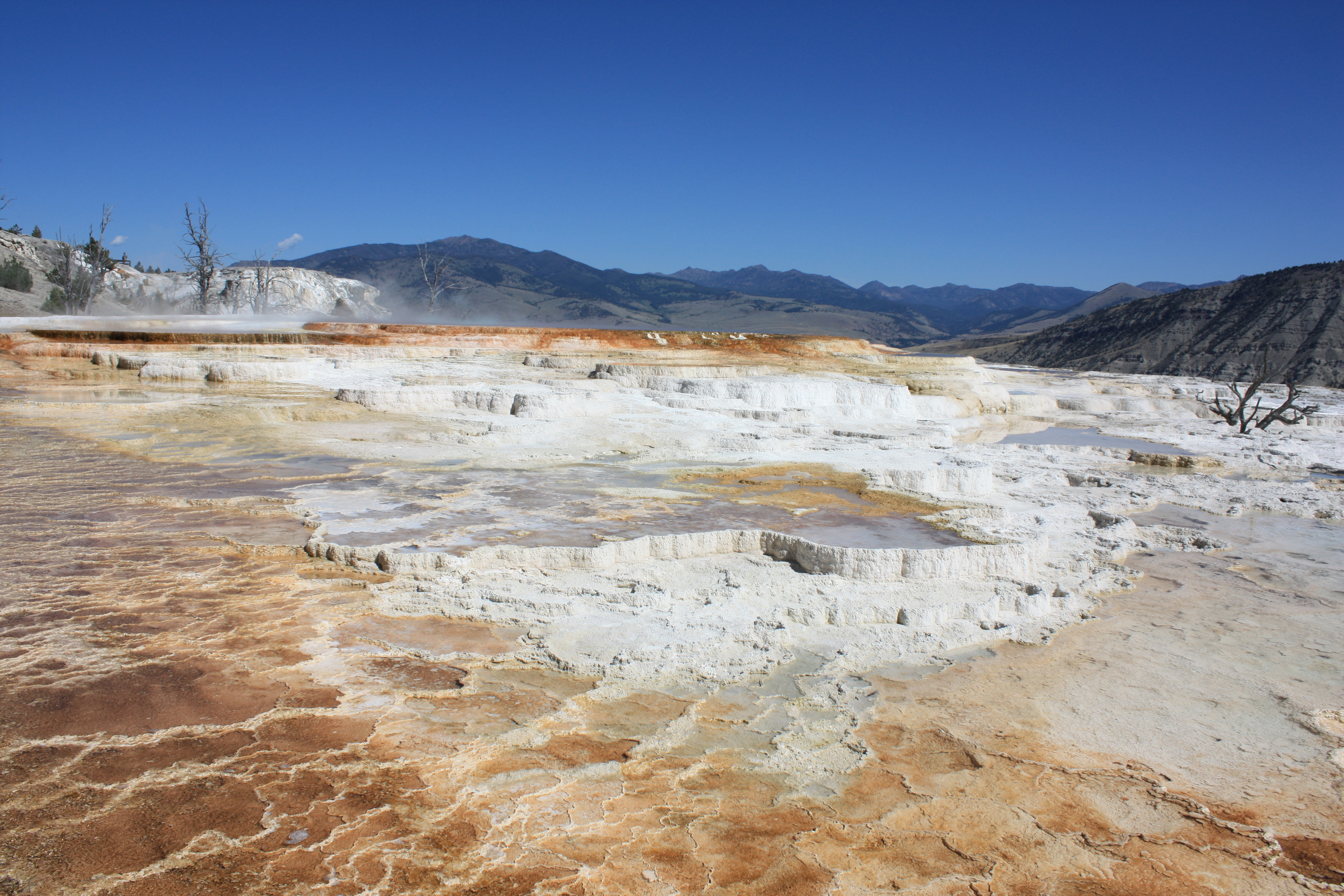
Sinterterrassen bei Mammoth Hot Springs

Das Wasser fließt von den umliegenden Abhängen herunter, wird unterirdisch durch vulkanische Aktivitäten erwärmt und quillt bei Mammoth Hot Springs an die Erdoberfläche. Dabei entweichen oft schweflige Gase. Der Wasserfluss hat sich bei etwa 500 Gallonen (ca. 1900 Liter) pro Minute eingependelt. Zuunterst angelangt versickert das Wasser.
Die Besucher werden auf Holzstegwegen durch die Terrassen geführt, da der Boden nicht überall betretbar ist und um die Terrassen nicht zu gefährden.
Die Terrassen begannen sich bereits vor Millionen Jahren zu bilden. Heute lagert das Wasser bis zu zwei Tonnen Kalkstein pro Tag ab.
Ähnliche Sinterterrassen finden sich in der türkischen Ortschaft Pamukkale. In Neuseeland existierten ebenfalls vergleichbare Sinterterrassen, sie wurden allerdings 1886 durch vulkanische Aktivitäten zerstört.

## Sehenswürdigkeiten

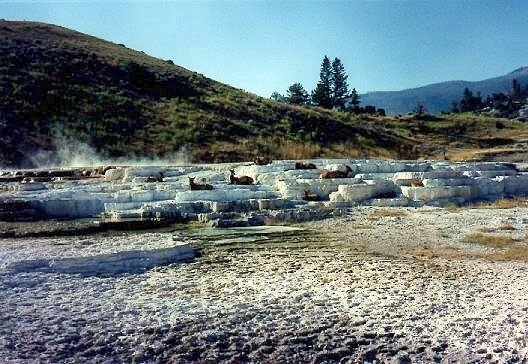
Wapitis auf Sinterterrassen bei Mammoth

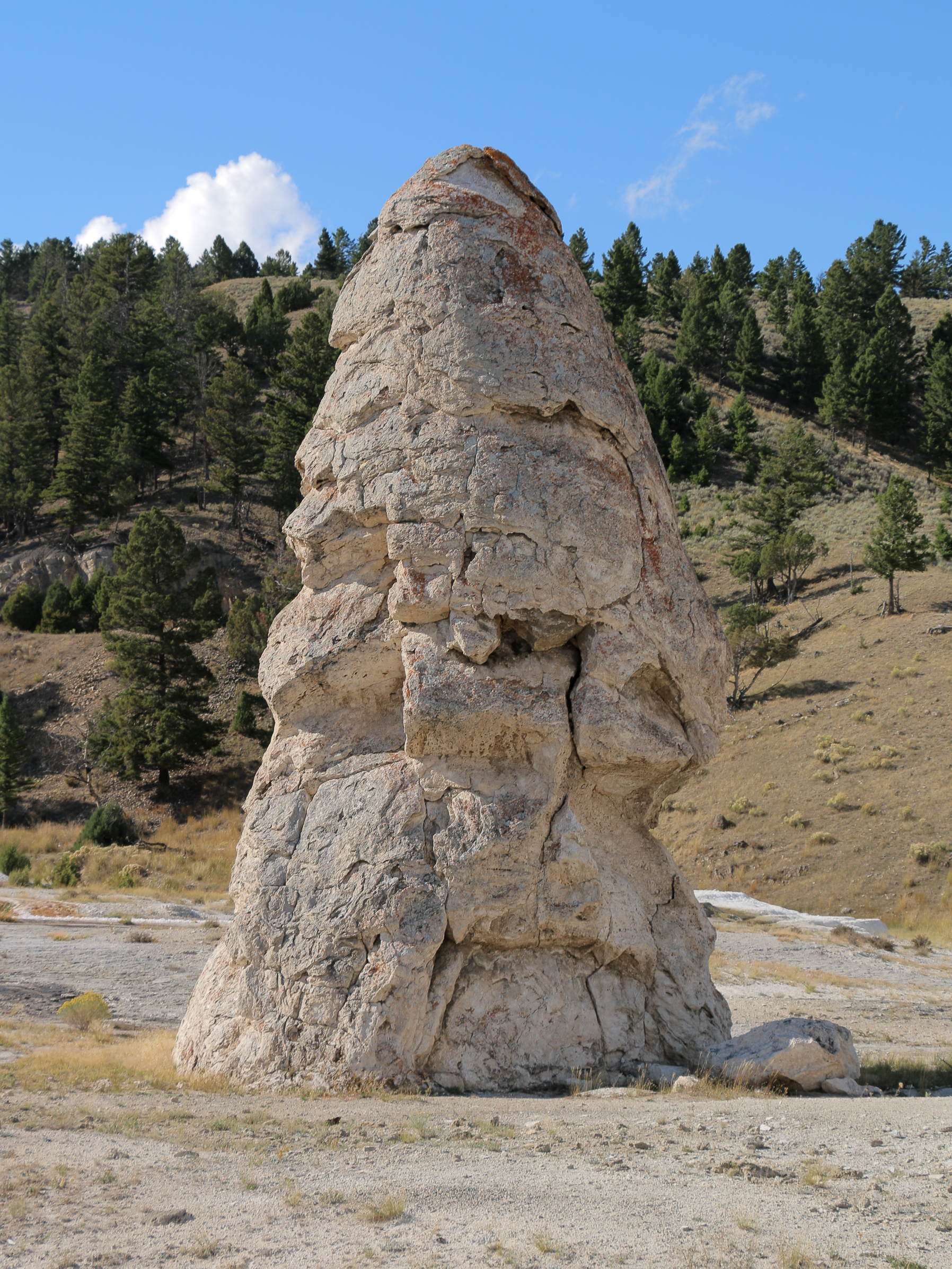
Liberty Cap ist eine versiegte Thermalquelle

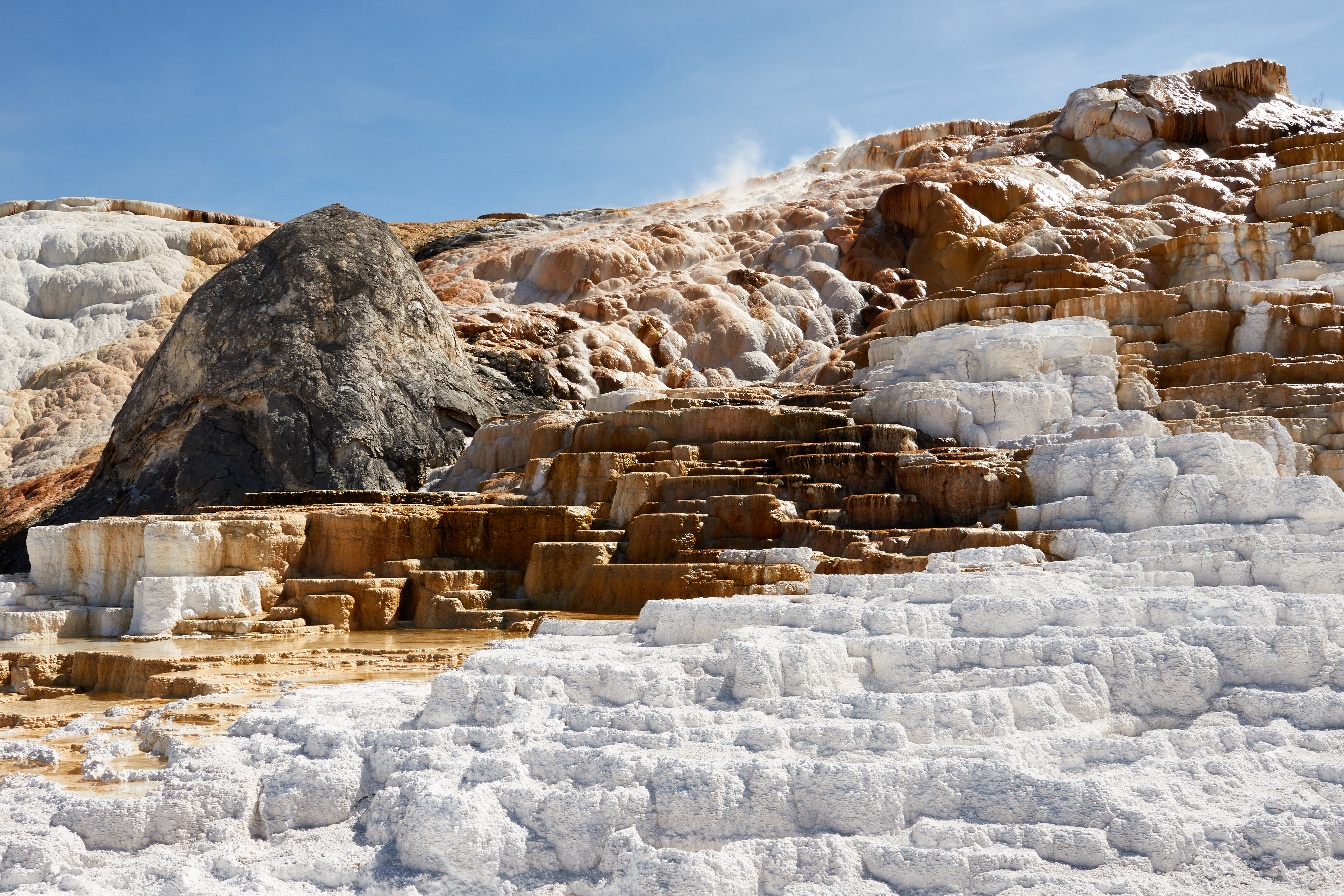
Mammoth Terraces im Mai 2016

In der Gegend von Mammoth Hot Springs sind oft Herden von Wapitis zu beobachten. Gerne liegen sie morgens und abends auf den warmen Sinterterrassen. Eine Herde ist seit einigen Jahren direkt im Ort heimisch geworden, weshalb einige Geschäfte ihre Blumenkästen mit Gittern gegen Wildfraß gesichert haben.
Die Sinterterrassen umfassen etliche bekannte Quellen, Terrassen und Felsen:
| - Opal-Terrasse: 1947 wurde ein Tennisplatz entfernt, um dieser Terrasse die Möglichkeit zur natürlichen Vergrößerung zu geben. Die Opal ist durch die Straße nach Norris von den übrigen Terrassen getrennt. - Angel-Terrasse: Noch 1920 oder 1930 war diese Terrasse algenfarbig, nun beginnt sie zu bröckeln und wird durch Pflanzen überwachsen. - White Elephant Back-Terrasse: Bekannt durch eine ungewöhnlich lange weiße Kante. Sie ist wie auch die Angel-Terrasse im oberen Bereich der Terrassen angesiedelt. - Minerva-Quelle: Diese Quelle befindet sich im Zentrum der unteren Terrassen. Sie lässt besonders vielfarbige Ablagerungen entstehen. - Jupiter-Quelle: Sie liegt südlich der Minerva-Quelle. Sie erhielt den Namen in den 1880er-Jahren aufgrund ihrer imposanten, turmähnlichen Formation. - New Highland-Quelle: Diese Quelle wurde erst 1952 aktiv. Sie lässt ihre Terrasse sehr rasch wachsen. - Orange Mound-Quelle: Sie hat ihren Namen von der orangen Farbe erhalten, welche ihre Terrasse vorweist. - Bath Lake: Dieser kleine See wurde bereits um 1880 so benannt; Soldaten pflegten dort zu baden. Heute ist das Baden verboten, da es Algen und Bakterien gefährdet. - Liberty Cap: Ein hoher schmaler Felsen. - Devil’s Thumb: Ein Felsen in Form eines großen Daumens. |

Leicht östlich von Mammoth Hot Springs liegt der Mount Everts.